# Ramona Straub
Pour les articles homonymes, voir Straub.
Ramona Straub, née le 19 septembre 1993 à Titisee-Neustadt, est une sauteuse à ski allemande.

## Parcours sportif
Membre du club SC Langenordnach, Ramona Straub fait ses débuts internationaux en 2007 en Coupe continentale, dont elle se classe troisième en 2013. En 2011-2012, elle participe à la première édition de la Coupe du monde où elle marque ses premiers points. Lors de la saison 2013-2014, elle obtient ses meilleurs résultats avec trois tops 10 dont une cinquième place au Mont Zaō. Elle se blesse cependant au niveau du genou gauche à Lahti et renonce à la fin de la saison.
Ramona Straub obtient sa première sélection en championnat du monde en 2017, à Lahti, où elle est 33e. Cet hiver, elle réalise sa meilleure performance à Pyeongchang, où elle est cinquième et sixième. 
En fin d'année 2017, elle se rapproche encore llus du podium en Coupe du monde avec une quatrième place à Hinterzarten.
Aux Jeux olympiques d'hiver de 2018, elle se classe huitième. À l'été 2018, elle obtient une troisième place sur le concours de Hinterzarten, comptant pour le 2018, où elle affronte l'élite.
En décembre 2018, elle finit deuxième en Coupe du monde à Lillehammer, derrière sa compatriote Katharina Althaus. Plus tard, elle gagne un concours par équipes au Mont Zaō, avant de devenir championne du monde avec Althaus, Carina Vogt et Juliane Seyfarth à Seefeld. Cependant avant la fin de la saison, elle se blesse au genou en compétition à Oslo et une rupture des ligaments croisés antérieurs lui est diagnostiquée. Elle manque l'intégralité de la saison 2019-2020.

## Palmarès

### Jeux olympiques
| Épreuve / Édition | Pyeongchang 2018 |
| Jeux olympiques   | 8e               |

### Championnats du monde
| Épreuve / Édition  | Lahti 2017                       | Seefeld 2019 |
| Individuel         | 33e                              | 18e          |
| par équipes mixtes |                                  |              |
| par équipes        | Épreuve inexistante à cette date | Or           |

### Coupe du monde
- Meilleur classement général : 14e en 2018 et 2019.
- 1 podium individuel : 1 deuxième place.
- 1 victoire par équipes.

#### Classements généraux annuels
| Année | Rang |
| 2012  | 40e  |
| 2013  | 38e  |
| 2014  | 18e  |
| 2016  | 46e  |
| 2017  | 19e  |
| 2018  | 14e  |
| 2019  | 14e  |

### Championnats du monde junior
| Épreuve / Édition | Strbske Pleso 2009 | Otepää 2011 | Erzurum 2012 | Liberec 2013 |
| Individuel        | 6e                 | 22e         | 18e          | 17e          |
| Par équipes       |                    |             | Argent       | Bronze       |

### Coupe continentale
- Meilleur classement général : 3e en 2013.
- 5 podiums, dont 1 victoire.

### Grand Prix
- 1 podium individuel.